# Tag (série télévisée)
Pour les articles homonymes, voir Tag.
Tag est une série télévisée québécoise en onze épisodes de 45 minutes scénarisée par Joanne Arseneau et Luc Dionne. La première saison de 11 épisodes a été diffusée du 2 octobre 2000 au 18 décembre 2000 et la deuxième saison de 5 épisodes du 16 octobre 2002 au 13 novembre 2002 à la Télévision de Radio-Canada.

## Synopsis
«Tag» Eduardo Lasquez, jeune délinquant de 17 ans qui se moque de l'avenir, dirige un gang de rue à Montréal. Les «Perros Locos» (Les chiens fous), qui se spécialisent dans les vols de dépanneurs. 
Mélanie, mère monoparentale et amie de Tag, est en pleine rechute. Elle s'éclate avec Stéphanie, l'ex-petite amie de Tag. Son fils de 12 ans, Kevin, porte tout sur ses épaules. Devant la menace, il se réfugie dans un monde imaginaire. Tag et Cédric, alias «Gringo», iront plus loin dans le crime, attirés par Santana, qui flatte leur ego en leur demandant de faire le guet pendant un vol… 

## Distribution
- Luis Oliva : Eduardo Lasquez (Tag), chef des Perros Locos
- Céline Bonnier : Mélanie Jobin
- Caroline Dhavernas : Stéphanie
- Lawrence Arcouette : Kevin Jobin
- Marie-Lyse Laberge-Forest : Julie
- Laurent Allaire : Sammy Khouri
- Paul Ahmarani : Wiper
- Fanny Mallette : Sarah
- Christian Paul : Vince Legris
- Sébastien Huberdeau : Cédric Marchand
- Maurizio Terrazzano : Santana
- Alexis Bélec : Pix
- Gabriel Arcand : Desmarais
- Ariadne Bourbonnière : Martika
- David Boutin : Michel Brosseau, enquêteur, mari de la victime de Tag
- Gabriel Bran Lopez : Rico (Chucho)
- Anne-Marie Cadieux : Michelle Jobin
- Josée Deschênes : Louise Castonguay
- Omar Falcon : Fox
- Harvey Farias Hermosilla : Max
- Danielle Fichaud : Luce Grandmaison
- Leonardo Fuica : Manuel 'Loco' Bénitos
- Patrick Goyette : Bruno Langevin
- Alexis Jolis-Désautels : David
- Micheline Lanctôt : Ariane Rousseau
- Pierre Lebeau : Piperni
- Claude Lemieux : juge Parenteau
- Nicolas Lemire Dorval : Boubou
- Alejandro Moran : Enrique Lasquez
- Guy Nadon : Alain St-Denis
- Frédéric Pierre : William
- Pierre Powers : Larue
- Simone Rose : Minou
- Frédérik Verrier-Allard : Fresco
- Mariloup Wolfe : Camilla
- Frédérik Zacharek : Frédéric Prescott

Introduits dans la suite 
- Laurence Leboeuf : Isabelle Jobin
- Amélie Simard : Lili, amie de Kevin
- Danny Blanco-Hall : Jim, associé de Santana
- Dan Bigras : Pierre Godin, éducateur de Tag
- Patrice Godin : Guillaume Leblanc, éducateur de Tag
- Denis Trudel : Xavier, ami de Mélanie
- Émile Mailhiot : Thierry Brosseau, fils de Michel
- Johanne Marie Tremblay : Simone, psychologue de Tag
- Isabelle Guérard : Véro, amie de Tag
- Dominique Quesnel : Gisèle, travailleuse sociale de Kevin
- Johanne Fontaine : marraine CA et amie de Mélanie
- Cédric Pépin : Pulco, ami de Kevin

## Fiche technique
- Idée originale, scénario et dialogues : Joanne Arseneau
- Collaboration au scénario : Luc Dionne
- Réalisation : Pierre Houle
- Musique composée et interprétée par : Michel Cusson
- Directrice de production et productrice déléguée : Ginette Hardy
- Productrice : Francine Forest
- Producteurs exécutifs : André Picard (saison 1), Michel Bissonnette, Paul Dupont-Hébert, André Larin et Vincent Leduc (saison 2)
- Production : Motion International IV inc. (saison 1), Zone 3 (saison 2)

## Récompenses
- 2000 Prix Gémeaux